# Fédérations historiques Sud-Ouest Gascogne Languedoc
Les Fédérations historiques nées au XXe siècle ont fédéré les Sociétés savantes locales apparues aux XIXe siècle ou XXe siècle, dans les villes et provinces du Midi de la France en particulier. Leurs points communs sont les domaines d'activité (histoire locale, histoire rurale) et les périodes chronologiques (Préhistoire-Protohistoire, Antiquité, Moyen Âge, Moderne, Contemporain-Temps présent). 
Le regroupement s'est fait sous la double influence de l'histoire (provinces historiques : Aquitaine, Gascogne, Languedoc) et de la géographie (régions françaises contemporaines : Aquitaine, Midi-Pyrénées, Languedoc-Roussillon) ; région naturelle de France tels pays de l'Adour). La fédération n'étant pas a priori un cadre rigide, il y a eu co-organisation de congrès d'études régionales sur des thèmes concernant deux fédérations historiques.

## Contexte

### Origine des noms
Des principautés importantes ont marqué le Sud-Ouest de la France, provinces historiques dont le nom a persisté : duché d'Aquitaine (réuni au domaine royal au XVe siècle), duché de Gascogne (uni au précédent au XIe siècle), comté de Toulouse (Haut- et Bas- Languedoc, réuni au domaine royal au XIIIe siècle), ainsi que Béarn réuni au XVIIe siècle par Louis XIII.
La Révolution française abolit les noms de provinces, et les remplace par des départements à dénomination géographique (cours d'eau ou relief, point cardinal). 
Au XXe siècle, trois régions administratives, d'aménagement du territoire, ont été créées autour de trois métropoles régionales : Aquitaine (Bordeaux), Midi-Pyrénées (Toulouse), Languedoc-Roussillon (Montpellier), relevant deux de ces noms historiques. 
Les Fédérations historiques « de l'isthme qui sépare l'océan Atlantique et la mer Méditerranée » (Strabon) ont montré une diversité de choix de dénomination : points cardinaux (Fédération Sud-Ouest), région géographique (Fédération Midi-Pyrénées et Fédération Gascogne-Adour), province(s) historique(s) et région (Fédération Languedoc-Roussillon).

### Évolutions administratives
Les académies, au sens circonscription administrative du ministère de l'Éducation nationale et/ou du ministère de l'Enseignement supérieur, sont à l'origine du périmètre des principales Fédérations historiques, bien avant l'apparition des régions françaises (collectivités territoriales, et même circonscriptions d'action régionales). Les plus grandes villes universitaires du Sud-Ouest (Bordeaux, Toulouse, Montpellier) étaient sièges d’académie. 
Depuis la réorganisation des régions au 1er janvier 2016, la région Nouvelle-Aquitaine englobe désormais Aquitaine, Limousin et Poitou-Charentes ; la région Occitanie réunit Midi-Pyrénées et Languedoc-Roussillon. 
La « région Gascogne-Adour » citée plus bas est, comme la Gascogne historique, partagée entre les régions administratives Aquitaine et Midi-Pyrénées de 1972 à 2015, et elle le reste entre les régions Nouvelle-Aquitaine et Occitanie depuis le 1er janvier 2016.

## Fédération historique du Sud-Ouest (FHSO)
Ayant son siège à Pessac, où se situe la majorité du campus de l'agglomération de Bordeaux (Domaine universitaire de Talence Pessac Gradignan), la Fédération historique du Sud-Ouest (FHSO) est fondée en 1947 par Yves Renouard et Charles Higounet, professeurs d'histoire médiévale à la faculté des lettres de Bordeaux. Elle succède à l'Union historique et archéologique du Sud-Ouest, association antérieure créée notamment par Paul Courteault en 1908 mais inactive depuis 1940. 
La FHSO « a pour vocation de rapprocher les universitaires, les étudiants et les membres des sociétés savantes passionnées d'histoire. ».
Autrement dit, elle a pour objectif d'établir « un lien entre tous ceux qui, dans le Sud-Ouest, s'adonnent à des recherches historiques ou archéologiques ». Dès 1947, la Fédération réunit les huit principales sociétés savantes du ressort académique de Bordeaux,.
Le nombre de sociétés fédérées augmente ensuite, jusqu'au double en 1968. Le Président fut Yves Renouard jusqu'en 1955, puis Charles Higounet (1911-1988) avec un secrétaire général, Robert Etienne, et un trésorier, Louis Desgraves. Depuis 1948, la Fédération tient un congrès d'études régionales annuel dans un département du « grand Sud-Ouest ». Les actes de ses congrès sont publiés chaque année par la FHSO, à partir de 1956.
Son domaine d'études défini dans l’intitulé est géographique (Sud-Ouest), et le domaine géographique (historique) déclaré est : Aquitaine. Au fil des siècles, les contours et le périmètre de l'Aquitaine ont toutefois connu plusieurs évolutions, jusqu'à la région contemporaine.
En plus des actes du Congrès régional d'études historiques (annuel), les publications ont concerné l'histoire de Bordeaux, des études et documents d'Aquitaine, des recherches et travaux d'histoire sur le Sud-Ouest de la France, ainsi que le bulletin de liaison (semestriel).
Liste non exhaustive :
- Bouneau Christophe, Modernisation et territoire. L'électrification du grand Sud-Ouest de la fin du XIXe siècle à 1946, 1997.
- Actes du XXXIXe congrès, Dax 1987, Les Landes, forêt, thermalisme, 1989.
- Actes du XXXVIIIe congrès, Sarlat 1986, Sarlat et le Périgord, 1987.
- Congrès d'Agen 23 & 24 mai 2004 " Hommes et pays de la moyenne Garonne"[6].

Le catalogue de la bibliothèque de l'(Institut de recherche et d'histoire des textes (IRHT), CNRS) recense 20 documents avec pour auteur : Fédération historique du Sud-Ouest.

## Fédération historique de Midi-Pyrénées (FHMP)
Fondée en 1942 et nommée alors Fédération des Sociétés académiques et savantes de Languedoc-Pyrénées-Gascogne (de 1942 à 1999), puis Fédération historique de Midi-Pyrénées (à partir de 2000), son domaine géographique est alors la région française Midi-Pyrénées. Par ailleurs, cette dernière est remplacée par la région Occitanie, par fusion avec la région Languedoc-Roussillon, au 1er janvier 2016. 
Au Congrès de 2019 de la FHMP, est annoncée une nouvelle Fédération historique étendue à l'ensemble de la (nouvelle) région Occitanie-Pyrénées-Méditerranée.
La Fédération historique de Midi-Pyrénées a son siège à Toulouse. Elle réunit plus de trente sociétés de cette région et des départements environnants, dont l'objet est la connaissance de l'histoire, des territoires et du patrimoine du Sud de la France. 
Chaque année, elle tient un congrès régional avec le concours d'au moins une des sociétés adhérentes, et en définit le programme scientifique. Elle veille à l'édition des actes de Congrès, dont la publication est annuelle.
- En 1999, son 52e Congrès à Saint-Gaudens a pour thème : "Les hommes et leur patrimoine en Comminges",
- En 2000, son 53e Congrès à Auch a pour thème : "Mémoire et actualité des pays de Gascogne",
- En 2002, son 54e Congrès à Millau a pour thème : "Rouergue du Sud et Grands Causses",
- En 2004, son Congrès d'Agen a pour thème : "Hommes et pays de la moyenne Garonne",
- En 2019, son 64e Congrès à Montauban a pour thème : "Migrants et migrations dans le Midi, des origines à nos jours"

Congrès régional : la Fédération a tenu des Congrès conjointement avec d’autres Fédérations historiques, tels : "Hommes et pays de la moyenne Garonne" (en 2004) à Agen, "Gascogne Gersoise : archéologie, histoire, économie" (en mai 1959), ou "Villeneuve-sur-Lot et l'agenais" (en mai 1961), avec la Fédération historique du Sud-Ouest.
Le catalogue de la bibliothèque de l'Institut de recherche et d'histoire des textes (IRHT), (CNRS) recense 10 documents avec pour auteur : Fédération des sociétés académiques et savantes Languedoc-Pyrénées-Gascogne.

## Fédération des Sociétés académiques et savantes de la région Gascogne-Adour
La Fédération des sociétés académiques et savantes de la région de Gascogne-Adour est déclarée le 24 septembre 1943, comme association loi de 1901. Elle couvre quatre départements : Basses-Pyrénées (devenues Pyrénées-Atlantiques en octobre 1969), Hautes-Pyrénées, Landes et Gers.
Son siège social est la mairie de Pau à la date de déclaration.
Elle a pour objet de « faciliter et développer l'activité des sociétés académiques dans le cadre des futures régions ou tout au moins des départements des Basses et Hautes- Pyrénées, du Gers et des Landes »
Dans le cadre pluridépartemental indiqué, les sociétés savantes concernées incluent : Société des Sciences, Lettres et Arts de Bayonne ; Société de Borda (Dax) ; Société des Sciences, Lettres et Arts de Pau ; Société académique des Hautes-Pyrénées (Tarbes) ; Société Ramond (Bagnères-de-Bigorre) ; ...
Un Bulletin de la Fédération des sociétés académiques et savantes de la région Gascogne Adour a été publié.
Les territoires couverts par la Fédération des sociétés académiques et savantes Gascogne-Adour (FGA) chevauchent ceux de la Fédération historique du Sud-Ouest (FHSO) à l'ouest, ceux de la Fédération historique Midi-Pyrénées (FHMP, ex- Languedoc-Pyrénées-Gascogne) à l'est. Ayant des thèmes communs, la Fédération Gascogne-Adour a tenu des Congrès d’études régionales en commun avec l'une ou l'autre de ces Fédérations historiques, ainsi :
- (FGA, FHSO) : De l'Adour au pays basque (congrès de mai 1968)[15],
- (FGA, FHSO) : Au confluent de l'Adour et des Gaves : art, histoire, économie (congrès de mai 1962)[16]. Parmi les sujets traités, on note : La frontière linguistique du basque et du gascon, par R Lafon.
- (FGA, FHMP) : Gens et choses de Bigorre (congrès de mai 1966)[17].

En juin 1970), le Congrès d'études régionales de la FGA a eu lieu à Saint-Sever avec pour thème : (le) général Jean Maximilien Lamarque [1770-1832]. Aspects de l'année 1870 dans la région Gascogne-Adour.

## Fédération historique du Languedoc méditerranéen et du Roussillon (FHLMR)
D'après le Journal officiel de la République française, la Fédération historique du Languedoc méditerranéen et du Roussillon est déclarée le 18 juillet 1953, avec pour objet de « servir de lien entre sociétés savantes et historiens ».
Elle est dissoute le 24 septembre 2017.
Son siège est à Montpellier. Domaines géographiques : le Languedoc-Roussillon.
Le Comité des travaux historiques et scientifiques confirme la dissolution en 2017 (« la fédération est officiellement dissoute lors de l'assemblée générale extraordinaire tenue à Nîmes le 6 septembre 2017 »), mais situe l'année de création à 1927.
Collections accessibles au public : Le fonds est déposé aux Archives départementales de l'Hérault, 2, avenue de Castelnau, B.P. 1266, 34011 Montpellier cedex.
Le catalogue de la bibliothèque de l'Institut de recherche et d’histoire des textes (IRHT), (CNRS) recense 18 documents avec pour titre : Fédération historique du Languedoc méditerranéen et du Roussillon.
Des Congrès régionaux ont été tenus avec la Fédération historique Midi-Pyrénées (FHMP).
L'extension de la Fédération historique Midi-Pyrénées à l'ensemble du périmètre de la région Occitanie-Pyrénées-Méditerranée a été annoncé en 2019.